# Río Pasto
Der Río Pasto ist ein ca. 58 km langer linker Nebenfluss des Río Juanambú im Departamento de Nariño im Süden Kolumbiens.

## Flusslauf
Er entspringt am Westrand des 3600 m hohen Páramo Bordoncillo. Von dort fließt er anfangs nach Westen. Er fließt entlang dem nordöstlichen Stadtrand von Pasto. Im Anschluss wendet sich der Río Pasto nach Norden. Er fließt westlich am Flughafen Antonio Nariño vorbei und mündet schließlich auf einer Höhe von etwa 800 m in den Río Juanambú.

## Umwelt
Der Río Pasto passiert die Stadt Pasto und wird dabei stark verschmutzt.